# Martin Branner
Martin Branner (* 28. Dezember 1888 in New York City, New York; † 19. Mai 1970 in New London, Connecticut) war ein US-amerikanischer Comiczeichner und Schöpfer des Comicstrips Winnie Winkle.

## Leben
Nach einer Tätigkeit als Vaudeville-Künstler und Militärdienst während des Ersten Weltkrieges wurde Branner Cartoonist und veröffentlichte mehrere kurzlebige Comicserien. Der erste Strip von Winnie Winkle erschien im September 1920. Branner hielt Winnie Winkle, der bis 1996 erschien und in den 1920er Jahren mehrmals verfilmt wurde, bis 1962 und übergab ihn an seinen langjährigen Assistenten Max van Bibber. In der Mitte der 1930er Jahre hatte schon Robert Velter als Branners Assistent gewirkt.